# Menkiri bōchō

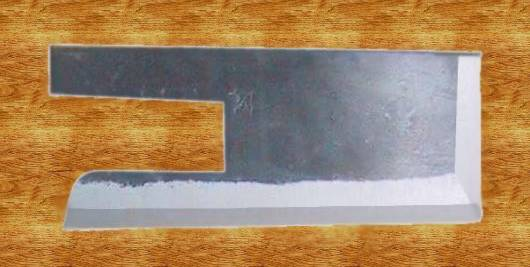
Udon kiri (fotomontaje).

Un udon kiri (うどん切?) o soba kiri ( そば切?) es un cuchillo especializado en la cocina japonesa para hacer fideos de soba y udon. El cuchillo es llamado a veces menkiri bocho. Para hacer soba o udon, la masa es delgada y doblado, y cuando se corta con el menkiri bocho para producir fideos largos y rectangulares. Para este propósito el menkiri bocho tiene una hoja cortante larga y filosa, que corta los fideos en la tabla. El cuchillo es usualmente pesado para ayudar en el corte de los fideos, usualmente con un corte de movimiento rápido.
- Datos: Q498703